# Joseph Nechvatal
Joseph Nechvatal, né à Chicago aux États-Unis le 15 janvier 1951, est un peintre, plasticien et artiste numérique américain.

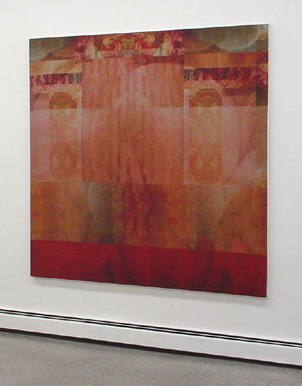
Joseph Nechvatal, the birth Of the viractual, computer-robotic assisted acrylic on canvas, 2001

## Biographie
Il travaille entre Paris et New York. L'œuvre de Joseph Nechvatal, tant sur le plan technique que conceptuel, est devenu aujourd'hui une référence en matière d'art numérique. Docteur en philosophie de l'art et des nouvelles technologies, enseignant à la School of Visual Arts à New York, il est l'auteur d'un livre de théorie de l'art intitulée Immersion Into Noise.
Nechvatal travaille avec les images électroniques et la technologie informatique depuis 1986. Ses peintures assistées par ordinateur traduisent des images intimes du corps en unités picturales que les virus informatiques transforment,. Ce travail intègre en les fusionnant, le dessin, la peinture, l'écrit et le code informatique réifié en tant que tel. La contamination de la tradition de la peinture sur toile par les nouvelles technologies digitales crée ainsi une interface entre le virtuel et le réel, ce que Joseph Nechvatal appelle le « viractuel ». Dans l'introduction du livre Selected Essays 1981-2001 par Peter Halley, Richard Milazzo décrit sortie théorique de Joseph Nechvatal comme une attaque systématique de la théorie critique.
Après avoir composé et manipulé ses images à partir d'un programme d'algorithmes viraux qui les modifie et les détériore de manière aléatoire, Nechvatal envoie ses fichiers par Internet à un robot qui exécute la peinture. L'artiste n'intervient pas directement dans l'acte de peindre, l'exécution se faisant par téléprésence. Fasciné par les machines à peindre, comme celle imaginée par Raymond Roussel dans Impressions d'Afrique, Joseph Nechvatal, s'inscrit ainsi dans la lignée de Marcel Duchamp et d'Andy Warhol, celle des inventeurs perturbateurs. Johanna Drucker a décrit comme un plaisir critique.
Ses travaux récents sont le fruit d'un programme de virus informatiques développé par lui-même et Jean-Philippe Massonie lors d'une résidence à l’atelier Louis Pasteur, à Arbois, et à la Saline royale d'Arc-et-Senans, en 1991. En 2001 Joseph Nechvatal et Stéphane Sikora du collectif music2eye ont conjugué le projet initial de virus informatique avec les principes de la vie artificielle (a-life), c'est-à-dire la création de systèmes de synthèse qui exhibent les caractéristiques comportementales des systèmes vivants. Programmés en C++, des ferments de vie artificielle sont introduits sous la forme d'agents autonomes (les virus) qui « vivent » dans une image. L'œuvre se présente alors sous la forme d'une image projetée intégrant une population de virus actifs qui se développent et se reproduisent par analogie avec un système viral biologique.
En 2013, Nechvatal montré son art dans Noise, un spectacle officiel de la 55e Biennale de Venise d'art, qui était basé sur son livre Immersion Into Noise.

## Le projetComputer Virus
Depuis ses premières peintures assistées par robots en 1986, Joseph Nechvatal est un artiste qui n'a eu de cesse de questionner les relations entre le réel et le virtuel. En procédant à des jeux d'aller-retours entre ces deux espaces, il tente d'abolir la frontière qui les sépare. Le projet Computer Virus est né de la volonté de produire des peintures à l'aide d'algorithmes mettant en jeu des processus «viraux». Il repose sur un outil de simulation qui permet d'injecter virtuellement des organismes artificiels dans une peinture et de les observer la transformer et la dégrader. Certaines étapes de ces «attaques» peuvent ensuite faire l'objet d'une impression sur canevas, à l'aide de robots, pour revenir sur un support concret. Après quelques points de repères historiques, cet article présente le modèle de simulation et sa mise en œuvre, qui permet de concilier l'exploration aléatoire de processus complexes et une direction artistique.

### Origine du projet
Après ses premières peintures assistées par robot, Joseph Nechvatal cherchait à créer des peintures assistées par ordinateur autour du concept de virus. Il élabore l'idée de considérer une image comme un hôte servant à accueillir des virus, des agents actifs dont le rôle consiste à manipuler et dégrader l'information contenue dans l'image. La connotation négative courante du virus, comme vecteur de maladie, se retrouve dans le principe de dégradation de la peinture. Mais ici, le virus est aussi à la base d'un processus créatif, producteur de nouveauté, en référence à son rôle de précurseur du vivant et de vecteur d'information génétique dans les systèmes biologiques.

### Computer Virus 1.0
La rencontre avec Jean Philippe Massonie du laboratoire MIS de l'Université de Franche-Comté, en 1992 lui a permis de développer la première implémentation du projet Computer Virus. Écrite en langage Hypercard Basic, elle produit le dessin de motifs géométriques sur une peinture préalablement choisie. Par exemple la figure 1 montre une reproduction sur canevas d'une telle image «attaquée» par le virus, les motifs de couleurs bleu résulte de l'algorithme viral. Il est à noter que, toujours selon la logique de procéder à des aller retours entre le virtuel et le réel, le code de cette première version a été utilisé comme élément graphique pour la composition de tableaux.

### Computer Virus 2.0
À partir de sa version 2.0, débutée en 2001 en collaboration avec Stéphane Sikora, le projet franchit une étape importante en devenant une véritable simulation de vie artificielle. La vie artificielle est un domaine qui étudie des objets artificiels qui exhibent des propriétés du vivant. Les virus sont modélisés comme des agents autonomes, en interaction continuelle avec leur environnement, une image.
À partir de cette version, il est devenu possible de réaliser des projections vidéos du processus en train de se calculer sur un ordinateur, donnant naissance à une véritable installation d'art numérique. À la différence d'une vidéo pré enregistrée, la projection est sans cesse renouvelée, chaque attaque présentée est unique. L'attaque d'une image consiste en premier lieu à construire un environnement à partir de l'image. Cet environnement est une grille de cases qui correspondent aux pixels de l'image hôte, les couleurs étant représentées par des ressources dans l'environnement. Ensuite, une ou plusieurs populations de virus sont construites de façon aléatoire et injectées dans l'environnement. La simulation se poursuit jusqu'à ce qu'il ne reste plus de virus actif, ce qui se produit quand il n'y a plus assez de ressource disponible. Un nouveau cycle d'attaque peut commencer à partir d'un nouvel hôte.

### Évolutions
Depuis, le projet a connu des évolutions au fil des expositions. L'un des axes de développement majeur a consisté à renforcer le caractère immersif de l'installation, par enrichissement de l'expérience sensorielle du spectateur. L'aspect visuel, la forme des virus, leur taille, leur couleur, mais aussi la façon dont l'environnement est représenté, tous ces éléments ont fait l'objet de nombreuses variations. Ainsi l'environnement peut être montré dans sa globalité, mais il est aussi possible de n'observer qu'une portion de l'image, permettant de voir davantage de détails, un peu comme si l'on se penchait sur un microscope. Un mode de poursuite automatique permet de choisir un virus parmi tous ceux présents dans l'image et de le poursuivre de façon à le garder toujours au centre de l'image.

### Sonorisation
À partir de la version, 3, l'ajout de son a permis de franchir un cap important en renforçant le caractère immersif de l'installation. Pour correspondre au mieux à l'image, le son est synthétisé en temps réel à partir de l'activité des virus. L'algorithme utilisé est une forme de synthèse granulaire appliquée à des fichiers audio, dans laquelle les paramètres sont modulés selon des données statistiques issues de la simulation: reproduction, consommation de ressources, mort. Ces statistiques sont calculées pour différentes régions de l'image, ce qui permet de spatialiser le son. Par exemple, si des virus sont plus actif d'un côté de l'écran, le son sera plus fort de ce côté. Le dispositif sonore permet ainsi d'attirer l'œil du spectateur vers des régions de l'image où se déroulent des événements importants. Certaines attaques ont fait l'objet d'enregistrements qui ont été utilisés par Andrew Deutsch et Matthew Underwood de l'Institute for Electronic Art de l'Alfred University à New York pour la création
de la Symphonie Virale.
Enfin, certaines installation et vidéos produites sont accompagnées d'une bande son. En 2009, le compositeur Rhys Chatham contribue au projet en produisant une bande son d'une heure à partir de l'une de ses compositions pour 400 guitares, intitulée Crimson Grail. La superposition du son de centaines d'instruments produit des rythmes et des harmonies qui s'accordent particulièrement bien avec les mouvements des virus, comme si chaque virus était associé à l'une des guitares.

### Interactivité
Durant l'année 2004, dans une série d'expositions réunies sous le titre Viral Counter Attack l'installation était présentée pour la première fois dans sa version interactive. Les spectateurs étaient conviés à influer en temps réel sur la trajectoire des virus par le mouvement de leurs mains au-dessus d'une surface sensitive.